# Gulvain
Gulvain är ett berg i Storbritannien.   Det ligger i kommunen Highland och riksdelen Skottland, i den nordvästra delen av landet, 700 km nordväst om huvudstaden London. Toppen på Gulvain är 987 meter över havet.
Terrängen runt Gulvain är huvudsakligen kuperad. Trakten runt Gulvain är nära nog obefolkad, med mindre än två invånare per kvadratkilometer. Närmaste större samhälle är Fort William, 16,9 km sydost om Gulvain. I omgivningarna runt Gulvain växer i huvudsak blandskog.